# إليسون فاغونديس دوس سانتوس
إليسون فاغونديس دوس سانتوس الشهير باسم إتاكاري (21 أغسطس 1987) لاعب كرة قدم برازيلي يلعب حاليا لصالح نادي كورينثيانز ألاغوانو البرازيلي في مركز المهاجم من 2012.

## روابط خارجية
- إليسون فاغونديس دوس سانتوس على موقع رابطة كرة القدم اليابانية للمحترفين (اليابانية)
- إليسون فاغونديس دوس سانتوس على موقع قاعدة بيانات كرة القدم.إي يو (الإنجليزية)
- إليسون فاغونديس دوس سانتوس على موقع Soccerway.com (الإنجليزية)
- إليسون فاغونديس دوس سانتوس على موقع عالم كرة القدم.نت (الإنجليزية)